# David Möller
David Möller (Sonneberg, RDA, 13 de enero de 1982) es un deportista alemán que compitió en luge en la modalidad individual.
Participó en tres Juegos Olímpicos de Invierno, entre los años 2006 y 2014, obteniendo una medalla de plata en Vancouver 2010, en la prueba individual, y el quinto lugar en Turín 2006, en la misma prueba.
Ganó seis medallas en el Campeonato Mundial de Luge entre los años 2004 y 2008, y cuatro medallas en el Campeonato Europeo de Luge entre los años 2004 y 2008.

## Palmarés internacional
| Juegos Olímpicos   | Juegos Olímpicos           | Juegos Olímpicos  | Juegos Olímpicos |
| Año                | Lugar                      | Medalla           | Prueba           |
| ------------------ | -------------------------- | ----------------- | ---------------- |
| 2010               | Vancouver (Canadá)         | Medalla de plata  | Individual       |
| Campeonato Mundial |                            |                   |                  |
| Año                | Lugar                      | Medalla           | Prueba           |
| 2004               | Nagano (Japón)             | Medalla de oro    | Individual       |
| 2004               | Nagano (Japón)             | Medalla de oro    | Equipo           |
| 2005               | Park City (Estados Unidos) | Medalla de bronce | Individual       |
| 2007               | Igls (Austria)             | Medalla de oro    | Individual       |
| 2007               | Igls (Austria)             | Medalla de oro    | Equipo           |
| 2008               | Oberhof (Alemania)         | Medalla de plata  | Individual       |
| Campeonato Europeo |                            |                   |                  |
| Año                | Lugar                      | Medalla           | Prueba           |
| 2004               | Oberhof (Alemania)         | Medalla de plata  | Individual       |
| 2006               | Winterberg (Alemania)      | Medalla de oro    | Equipo           |
| 2006               | Winterberg (Alemania)      | Medalla de bronce | Individual       |
| 2008               | Cesana (Italia)            | Medalla de bronce | Individual       |